# Lienardia rosella
Lienardia rosella é uma espécie de gastrópode do gênero Lienardia, pertencente à família Clathurellidae.